# Rafida
Rafida (arabiska: رافضة, De som avfärdar [de första tre kaliferna]) är en term som al-Qaida och dess grenar regelbundet kallar shiamuslimer för. Inom wahhabism kallas shiamuslimer systematiskt för det. Shiamuslimer kallar sig inte för rafida, men de stör sig inte att kallas för det, utan snarare känner de sig stolta för det då de avfärdar vissa kalifer som inte var i linje med den islamiske profeten Muhammeds bud. Shiamuslimer refererar till den sjätte shiaimamen Jafar al-Sadiq som sa att Gud gett shiiter det namnet för att hedra dem då de följer profetens budskap och vägrar att följa andra riktningar.